# Carl Wilhelm Heine
Carl Wilhelm Heine (Cannstatt, 26 aprile 1838 – Cannstatt, 9 settembre 1877) è stato un chirurgo tedesco naturalizzato austriaco.

## Carriera
Heine era figlio del medico e ortopedico tedesco Jakob Heine, che divenne noto come scopritore della poliomielite. Studiò medicina a Tubinga e a Würzburg e conseguì la laurea in medicina nel 1861. Dopo aver assistito il padre nella sua istituzione ortopedica, fece dei viaggi in diversi paesi europei e soggiornò a Parigi, Londra, Glasgow e Dublino. Ha riportato le sue esperienze negli ospedali inglesi nell'opera intitolata Correspondenzblatt des Württembergischen Ärztlichen Vereins. Nel 1864 fu volontario chirurgo nella seconda guerra dello Schleswig. Scrisse le sue esperienze in chirurgia militare in un libro pubblicato nel 1866. Egli è stato insignito per i suoi meriti sia dal governo prussiano che dal governo austriaco.
Nel 1864/65 Heine si trasferì a Berlino dove lavorò con medici di gran classe come Rudolf Virchow. L'anno seguente fu un assistente medico e professore a Heidelberg. Conseguì la sua abilitazione grazie al suo insegnante Karl Otto Weber. Nel 1869 Heine prese il posto come direttore nell'ospedale chirurgico dell'Università di Innsbruck. Nella guerra franco-prussiana Heine lavorò nuovamente come chirurgo militare.
Dal 1873 Heine ha istituito un secondo ospedale chirurgico. Al tempo stesso si impegnò a migliorare la situazione igienica e l'approvvigionamento idrico della città. Heine è stato eletto presidente della fraternità medica tedesca nel gennaio 1877. Nel 1876 egli era diventato cittadino austriaco. Nell'estate del 1877 morì di angina difterica nella casa dei suoi genitori a Cannstatt.

## Opere principali
- Hans Hekler: Carl Wilhelm Heine – Enkel des Lauterbacher Sonnenwirts, einer der größten Chirurgen des 19. Jahrhunderts. In: D'Kräz, Beiträge zur Geschichte der Stadt und Raumschaft Schramberg, vol. 12, Schramberg 1992.
- Heinz Hansen: Die Orthopädenfamilie Heine – Leben und Wirken der einzelnen Familienmitglieder im Zeichen einer bedeutenden deutschen Familientradition des neunzehnten Jahrhunderts. Dresden 1993.